# نيشان فاسكو نونييث دي بالبوا
نيشان فاسكو نونييث دي بالبوا هو نيشان تمنحه حكومة بنما تقديراً للخدمات الدبلوماسية المتميزة والمساهمات البارزة في توطيد العلاقات الدولية بين بنما والدول الأخرى.
أنشئ نيشان فاسكو نونييث دي بالبوا بموجب مرسوم صدر في 1 يوليو 1941، وسُمّي باسم المكتشف الإسباني فاسكو نونييث دي بالبوا.

## درجات التكريم
يُمنح نيشان فاسكو نونييث دي بالبوا في خمس درجات للتكريم، وهي:
| درجة التكريم                                                                              | شريط النيشان |
| ----------------------------------------------------------------------------------------- | ------------ |
| نيشان فاسكو نونييث دي بالبوامن درجة الصليب الكبير فوق العادي (غران كروز إكستراأورديناريا) |              |
| نيشان فاسكو نونييث دي بالبوا من درجة الصليب الكبير (جران كروز)                            |              |
| نيشان فاسكو نونييث دي بالبوا من درجة المسؤول الكبير (غران أوفيسيال)                       |              |
| نيشان فاسكو نونييث دي بالبوا من درجة القائد (كومندادور)                                   |              |
| نيشان فاسكو نونييث دي بالبوا من درجة الفارس (كاباليرو)                                    |              |

## شريط النيشان

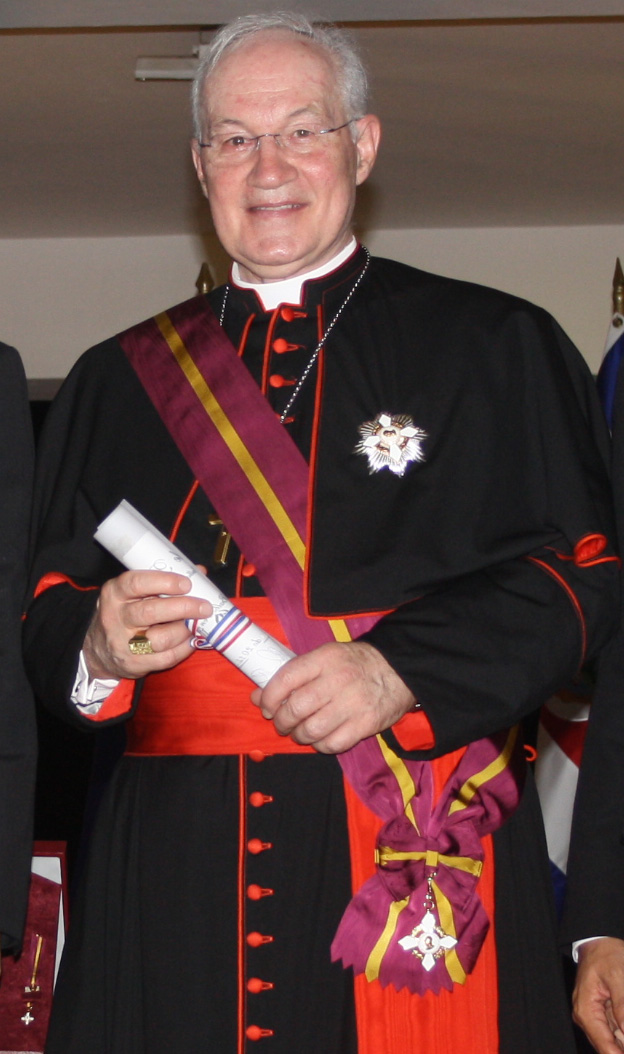
الكاردينال مارك أوليه مرتدياً وشاح وشارة نيشان فاسكو نونييث دي بالبوا عام 2012

شريط نيشان فاسكو نونييث دي بالبوا هو شريط ملون باللون الأرجواني وبخط مركزي أصفر اللون في المنتصف يُستخدم لتعليق شارة النيشان، أو يتم ارتداؤه على الملابس بدلا منها في غير المناسبات والمراسم الرسمية.

## أبرز الحاصلين على النيشان
| اسم الحاصل على النيشان       | الدولة                             | درجة التكريم                                                                              | ملاحظات                                            |
| ---------------------------- | ---------------------------------- | ----------------------------------------------------------------------------------------- | -------------------------------------------------- |
| خوان كارلوس الأول            | إسبانيا                            | نيشان فاسكو نونييث دي بالبوامن درجة الصليب الكبير فوق العادي (غران كروز إكستراأورديناريا) | ملك إسبانيا                                        |
| أوسكار أوسوريو               | السلفادور                          | نيشان فاسكو نونييث دي بالبوامن درجة الصليب الكبير فوق العادي (غران كروز إكستراأورديناريا) |                                                    |
| الأمير ألبير الثاني          | موناكو                             | نيشان فاسكو نونييث دي بالبوا من درجة الصليب الكبير (جران كروز)                            | أمير موناكو                                        |
| ميغيل أليمان فيلاسكو         |                                    | نيشان فاسكو نونييث دي بالبوا من درجة الصليب الكبير (جران كروز)                            |                                                    |
| هنري أرنولد                  | الولايات المتحدة الأمريكية         | نيشان فاسكو نونييث دي بالبوا من درجة الصليب الكبير (جران كروز)                            | قائد عسكري أمريكي                                  |
| كريستيان باروس               | تشيلي                              | نيشان فاسكو نونييث دي بالبوا من درجة الصليب الكبير (جران كروز)                            |                                                    |
| الأمير كارلو                 | إيطاليا                            | نيشان فاسكو نونييث دي بالبوا من درجة الصليب الكبير (جران كروز)                            | دوق كاسترو                                         |
| جيمي كارتر                   | الولايات المتحدة الأمريكية         | نيشان فاسكو نونييث دي بالبوا من درجة الصليب الكبير (جران كروز)                            | الرئيس الأسبق للولايات المتحدة الأمريكية           |
| جاك ضيوف                     |                                    | نيشان فاسكو نونييث دي بالبوا من درجة الصليب الكبير (جران كروز)                            |                                                    |
| دوايت د. أيزنهاور            | الولايات المتحدة الأمريكية         | نيشان فاسكو نونييث دي بالبوا من درجة الصليب الكبير (جران كروز)                            | الرئيس الأسبق للولايات المتحدة الأمريكية           |
| فيليب السادس                 | إسبانيا                            | نيشان فاسكو نونييث دي بالبوا من درجة الصليب الكبير (جران كروز)                            | ملك إسبانيا                                        |
| غييرمو فرنانديز دي سوتو      |                                    | نيشان فاسكو نونييث دي بالبوا من درجة الصليب الكبير (جران كروز)                            |                                                    |
| وليام هالسي جونيور           | الولايات المتحدة الأمريكية         | نيشان فاسكو نونييث دي بالبوا من درجة الصليب الكبير (جران كروز)                            | قائد عسكري أمريكي                                  |
| كينيث آ. جوستر               |                                    | نيشان فاسكو نونييث دي بالبوا من درجة الصليب الكبير (جران كروز)                            |                                                    |
| الملكة ليتيزيا               | إسبانيا                            | نيشان فاسكو نونييث دي بالبوا من درجة الصليب الكبير (جران كروز)                            | ملكة إسبانيا                                       |
| مارك اويليه                  |                                    | نيشان فاسكو نونييث دي بالبوا من درجة الصليب الكبير (جران كروز)                            |                                                    |
| هاري راداكيشون               |                                    | نيشان فاسكو نونييث دي بالبوا من درجة الصليب الكبير (جران كروز)                            |                                                    |
| الملكة صوفيا                 | إسبانيا                            | نيشان فاسكو نونييث دي بالبوا من درجة الصليب الكبير (جران كروز)                            | ملكة اسبانيا                                       |
| جاي هارفي                    | جامايكا                            | نيشان فاسكو نونييث دي بالبوا من درجة المسؤول الكبير (غران أوفيسيال)                       | ناشط في الحفاظ على البيئة                          |
| جورج جلوان                   | الولايات المتحدة الأمريكية         | نيشان فاسكو نونييث دي بالبوا من درجة المسؤول الكبير (غران أوفيسيال)                       | قائد عسكري أمريكي                                  |
| راي إ. بورتر                 |                                    | نيشان فاسكو نونييث دي بالبوا من درجة المسؤول الكبير (غران أوفيسيال)                       |                                                    |
| جون ف. شافروث جونيور         | الولايات المتحدة الأمريكية         | نيشان فاسكو نونييث دي بالبوا من درجة المسؤول الكبير (غران أوفيسيال)                       | قائد عسكري أمريكي                                  |
| هارولد ك. ترين               |                                    | نيشان فاسكو نونييث دي بالبوا من درجة المسؤول الكبير (غران أوفيسيال)                       |                                                    |
| إستر نيرا دي كالفو           |                                    | نيشان فاسكو نونييث دي بالبوا من درجة المسؤول الكبير (غران أوفيسيال)                       |                                                    |
| لي كا شينغ                   | هونغ كونغ                          | نيشان فاسكو نونييث دي بالبوا من درجة المسؤول الكبير (غران أوفيسيال)                       |                                                    |
| خوسيه آرسي                   | الأرجنتين الأمم المتحدة            | نيشان فاسكو نونييث دي بالبوا من درجة القائد (كومندادور)                                   | سياسي أرجنتيني شغل منصب الأمين العام للأمم المتحدة |
| توماسا إستر كاسيس            |                                    | نيشان فاسكو نونييث دي بالبوا من درجة القائد (كومندادور)                                   |                                                    |
| هيكتور ب. جارسيا             | المكسيك الولايات المتحدة الأمريكية | نيشان فاسكو نونييث دي بالبوا من درجة القائد (كومندادور)                                   | طبيب مكسيكي أمريكي                                 |
| ألان ل. غولدشتاين            | الولايات المتحدة الأمريكية         | نيشان فاسكو نونييث دي بالبوا من درجة القائد (كومندادور)                                   | عالم كيمياء حيوية أمريكي                           |
| إدوارد هانسون                | الولايات المتحدة الأمريكية         | نيشان فاسكو نونييث دي بالبوا من درجة القائد (كومندادور)                                   | ضابط أمريكي                                        |
| إرنست كينج                   | الولايات المتحدة الأمريكية         | نيشان فاسكو نونييث دي بالبوا من درجة القائد (كومندادور)                                   | ضابط أمريكي                                        |
| فلور ماريا أراز              |                                    | نيشان فاسكو نونييث دي بالبوا من درجة القائد (كومندادور)                                   |                                                    |
| ماريا أوليمبيا دي أوبالديا   |                                    | نيشان فاسكو نونييث دي بالبوا من درجة القائد (كومندادور)                                   |                                                    |
| توماس و. ستوكيل              |                                    | نيشان فاسكو نونييث دي بالبوا من درجة القائد (كومندادور)                                   |                                                    |
| العقيد ويليام أندريه ويديمير |                                    | نيشان فاسكو نونييث دي بالبوا من درجة القائد (كومندادور)                                   |                                                    |
| أليسيا ألونسو                | كوبا                               | نيشان فاسكو نونييث دي بالبوا من درجة الفارس (كاباليرو)                                    | راقصة باليه كوبية                                  |
| برناردو بينيس                | فنزويلا                            | نيشان فاسكو نونييث دي بالبوا من درجة الفارس (كاباليرو)                                    | ملاكم فنزويلي                                      |
| روث فرنانديز                 | بورتوريكو                          | نيشان فاسكو نونييث دي بالبوا من درجة الفارس (كاباليرو)                                    | مغني وسياسي بورتوريكي                              |
| صموئيل لويس غاليندو          |                                    | نيشان فاسكو نونييث دي بالبوا من درجة الفارس (كاباليرو)                                    |                                                    |
| سيغفريد أ. مولر إسبينو       |                                    | نيشان فاسكو نونييث دي بالبوا من درجة الفارس (كاباليرو)                                    |                                                    |
| كارلوس موراليس ترونكوسو      |                                    | نيشان فاسكو نونييث دي بالبوا من درجة الفارس (كاباليرو)                                    |                                                    |
| إرنست تي سي سينغ             |                                    | نيشان فاسكو نونييث دي بالبوا من درجة الفارس (كاباليرو)                                    |                                                    |